# Mutter (Band)
Mutter ist eine seit 1986 bestehende Berliner Rockband, in der Urbesetzung bestehend aus Max Müller (Gesang), Kerl Fieser (Bass), Florian Koerner von Gustorf (Schlagzeug) und Frank Behnke (Gitarre). Ihre Musik zeichnet sich durch einen langsamen, schweren Stil aus, die Texte sind deutschsprachig.
Mutter entstanden aus dem Berliner Untergrund der frühen 1980er Jahre und standen in den 1990er Jahren zeitweise in losem Kontakt mit Bands der Hamburger Schule. Seit ihrer Gründung hat die Band 13 Alben veröffentlicht. 2005 war die Band Gegenstand eines im Rahmenprogramm der Berlinale präsentierten Dokumentarfilms.

## Geschichte

### Gründung und Frühzeit
Mutter gingen 1986 hervor aus der 1982 gegründeten Band „Campingsex“, die bereits 1985 das damals wenig beachtete Album 1914! veröffentlichte, das von Thurston Moore als „großer Einfluss auf Sonic Youth“ genannt wurde. Nachdem die Gitarristin Leslie Campbell die Band verlassen hatte, gründeten die drei verbliebenen Mitglieder Mutter, kurz nach der Gründung stieß dann Kerl Fieser aus dem Publikum eines Konzerts hinzu.
Erstmals trat die Band bei einem Super-8-Filmabend in Kassel am 16. Juni 1987 auf. Als Mutter debütierten sie 1989 mit dem Album Ich schäme mich Gedanken zu haben die andere Menschen in ihrer Würde verletzen auf dem Label der Tödlichen Doris, bei denen Max Müllers Bruder Wolfgang Müller Sänger war. Das Album, finanziert von Mark Ernestus, innerhalb zweier Tage in einem 8-Spur-Studio aufgenommen und zuhause abgemischt, wurde anfangs nur wenig beachtet.

### Wechsel zu What’s So Funny About 1991
Erst nach einem Labelwechsel zum Label What’s So Funny About und mit dem Aufschwung deutschsprachiger Independent-Bands Anfang der 1990er Jahre (siehe Hamburger Schule) änderte sich das und Mutter wurden von der Kritik wahrgenommen.
Bei What’s So Funny About erschien 1991 ihr zweites Album Komm!, nur eine Seite der Platte enthielt (diesmal auf 16 Spuren aufgenommen) Musik der Band, auf der Rückseite waren statt Musik Anekdoten und Geschichten von Freunden und Bekannten der Band zu finden, prominentester Erzähler dabei war David Lynch, als dessen Regieassistent Behnke gearbeitet hatte.
1993 erschien mit der 24-Spur-Produktion Du bist nicht mein Bruder das dritte Album der Band. Mutter verließen What’s So Funny About, ihre kommenden Veröffentlichungen erschienen beim eigenen Label Die Eigene Gesellschaft, geleitet von Max Müller und der damaligen Managerin der Band Gundula Schmitz. Dort wurde im Folgejahr 1994 das vergriffene Debüt der Band als CD mit zusätzlichen Stücken wiederveröffentlicht.
Mit dem im selben Jahr veröffentlichten Album Hauptsache Musik überraschte die „unberechenbarste aller deutschen Diskurspop-Bands“ laut Kritik jene, die in ihr eine Art „linkes Rammstein“ sahen, das Album bestand fast vollständig aus folkigen Balladen. Das Album verkaufte rund 2000 Einheiten und wurde damit das erfolgreichste Album der Band.
1995 fand im Berliner Kinski Club (unter der Leitung von Gundula Schmitz, Claudia Basrawi und Mario Mentrup), ein „Mutter boxt!“ getaufter Boxkampf zwischen Kerl Fieser und Florian Koerner von Gustorf mit Frank Behnke und Max Müller als Coaches statt, als Ringrichter agierte der Regisseur Jörg Buttgereit (in dessen Film Schramm spielte Florian Koerner von Gustorf die Hauptrolle; Max Müller und Gundula Schmitz komponierten die Filmmusik).
1996 erschien das Album Nazionali, der Titel löst Irritationen aus, weil einige Kritiker den Titel und seine Schreibweise politisch (miss-)verstanden,. Bei Nazionali handelt es sich nur um eine italienische Zigarettenmarke, der Titel ist eine Referenz an den Aufnahmeort des Albums, einen umgebauten Schweinestall in Monterotondo Marittimo in der Toskana. 1997 erschien Konzerte I (1986–1991), eine Collage aus Livestücken, Interviewfetzen, Konzertansagen, kryptischen Anrufbeantworternachrichten und ähnlichem.
Am 10. September 2001 erschien Europa gegen Amerika, erneut bei What’s So Funny About.

### Neubeginn
2002 verließ Frank Behnke die Band, um sich intensiver seinen Filmprojekten zu widmen, die Band ersetzte ihn durch Achim Treu und verstärkte sich zusätzlich mit Tom Scheutzlich (Keyboard). Treu wiederum verließ Anfang 2005 die Band (er ging zu Der Plan) und wurde durch Martin Höfermann ersetzt. 2006 verließen er und das Gründungsmitglied Kerl Fieser ebenfalls die Band. Mutter ergänzte sich um Michael Fröhlich am Bass und Heri F. Coltello an der Gitarre.
Mitte Mai 2004 erschien das Vinylalbum CD des Monats als auf 500 Stück limitierte Edition, in einer Sonderauflage mit Max Müllers Filmmusiken zusätzlich.
Im „Panorama“ der Berlinale 2005 wurde der Film Wir waren niemals hier von Antonia Ganz gezeigt, der die Band während Liveauftritten in Deutschland und der Schweiz begleitete und zugleich die Geschichte von Mutter und ihres Umfeldes beleuchtete. Der Film wurde von der Kritik gelobt und startete am 19. Oktober 2005 in den Kinos, Ende Mai 2007 wurde er auf DVD veröffentlicht. Kurz darauf erschien die Werkschau Das ganze Spektrum des Nichts und das Album Hauptsache Musik wurde wiederveröffentlicht, ebenso das lange vergriffene Album der Vorgängerband Campingsex.

### Gegenwart

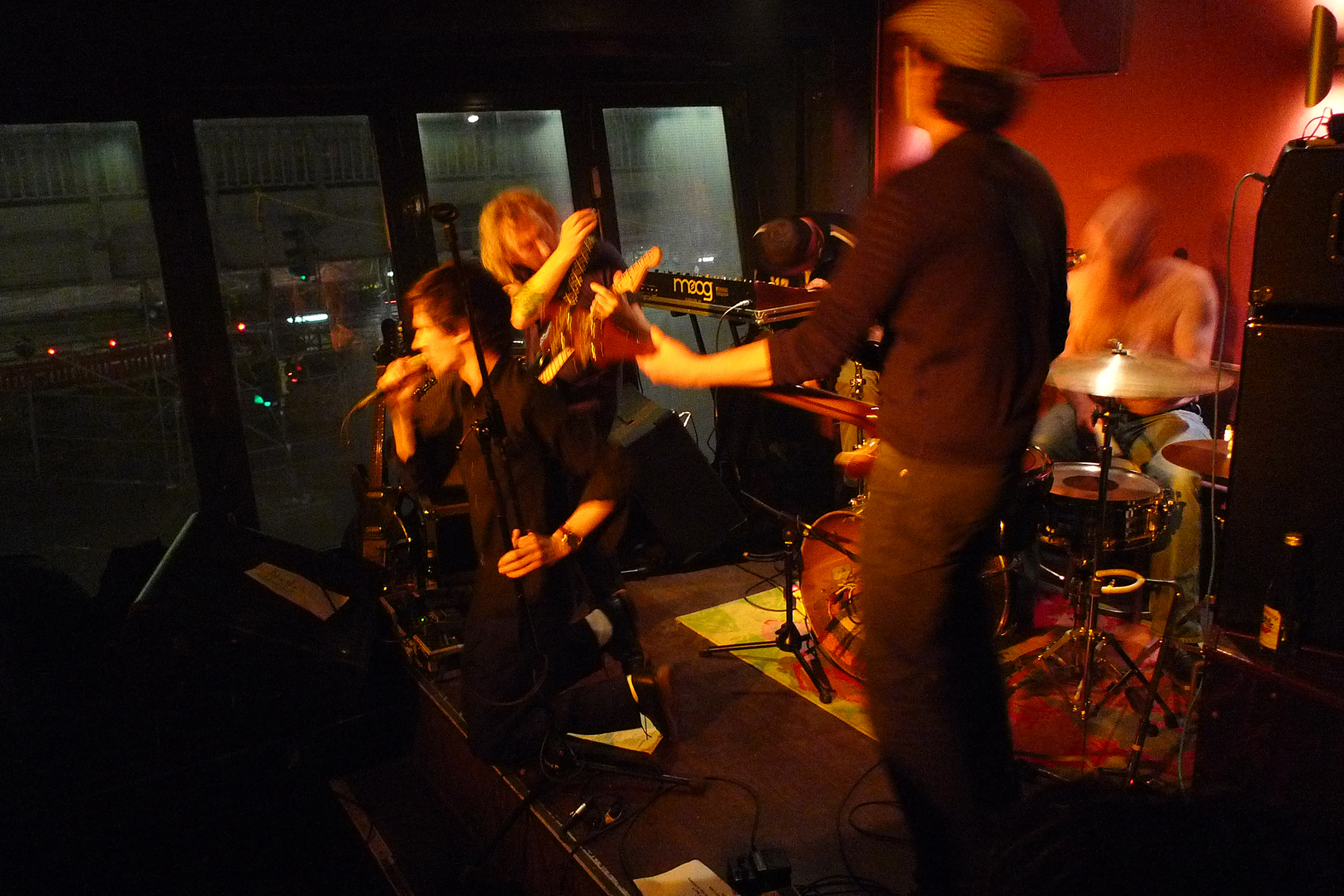
Mutter im Berliner Club „Monarch“, März 2010

Zur Finanzierung eines neuen Albums – erneut in eigener Regie – gab die Band im November 2009 99 aufwendig von Max Müller gestaltete Kaltnadelradierungen als Schuldverschreibungen aus. Die innerhalb einer Woche ausverkauften Blätter dienen dazu, das Mastering und das Pressen der neuen CD zu ermöglichen.
Die Aufnahmen erfolgten ursprünglich im Electric Avenue Studio von Tobias Levin in Hamburg, wurden aber aus „persönlichen Gründen“ im April 2010 abgebrochen. Müller erklärte: „Levins Produktionsweise hat einfach nicht zu unserer gepasst. Ich hatte das Gefühl, wir kommen überhaupt nicht voran, und wenn ich das jetzt nicht selbst in die Hand nehme, verpufft die ganze Energie“. Bis auf das Schlagzeug wurden alle Spuren daraufhin neu eingespielt und anschließend in Amsterdam gemastert. Das Album Trinken Singen Schießen erschien am 6. August 2010 als CD und Album wieder unter dem eigenen Label Die eigene Gesellschaft und erfuhr gute bis hervorragende Kritiken unter anderem bei Spiegel Online, Welt, Spex „Soundcheck“ beim RBB-radio eins, in der Berliner Zeitung, Tagesspiegel und tip.
Bereits im Oktober 2011 erschien das nächste Album der Band, Mein kleiner Krieg, ebenfalls wieder auf dem eigenen Label. Auch hier zeigte sich die Kritik überaus wohlwollend, der Freitag attestierte der Band schlicht, „ein Klassiker“ zu sein, und bei SPIEGEL Online wurde das Album wichtigste CD der Woche.
2012 verließ mit Heri Coltello erneut der Gitarrist die Band, im Juli 2013 präsentierte sich Mutter erstmals wieder live mit dem neuen Gitarristen Olaf Boqwist, kurz danach schied Keyboarder Tom Scheutzlich aus der Band aus. Von 2014 bis 2017 war Juliane Miess Keyboarderin der Band. 2021 stieg Olaf Boqwist aus und wurde an der Gitarre abgelöst von Diego Castro.

## Stil

### Musik
Die Band selbst bezeichnet sich einfach als „Rockband“, „geradlinig in den Texten und der Musik […], auf zwei Akkorden Musik gestalten, das ist ein Ding von uns.“ Der langsame, brachiale und schwere Stil der Band steht teils in der Tradition von amerikanischen Noise-Rock- oder Punkbands wie den Swans, den Melvins oder Flipper, aber auch The Fall oder Velvet Underground und teilt manche Stilelemente durchaus mit Doom-Metal-Bands, Mutter selbst geben unter anderem Flipper, Korpus Kristi und Throbbing Gristle als Einflüsse an, oder verwiesen auf eine angebliche Ähnlichkeit zu Head Of David. Vordergründig gibt es klangliche Ähnlichkeiten mit Bands wie Rammstein oder Oomph!, trotzdem konnte Martin Büsser in der Stadtrevue Köln in einem Artikel konstatieren: „Mutter funktionieren wie das Gegenstück zu Rammstein: Wo diese mit sehr ähnlichen Mitteln Triumph erzeugen, klingen Mutter nach bohrendem Zweifel.“, denn der wuchtige Sound war immer mit selbstironischen und komischen Elementen gebrochen.

### Texte
Müllers Texte sind primär unkompliziert, „Die Strategie ist Eindeutigkeit. Bei uns gibt es kein »das haben wir nicht so gemeint«“. Sie sind einfach, reduziert und direkt, ohne Sarkasmus oder Ironie und verzichten weitgehend auf Metaphern. Dieser Grad an sprachlicher Ehrlichkeit erscheint fast dokumentarisch, wirkt zugleich aber durch eine hinzutretende „Ebene der Abstraktion“ vieldeutig: „Als ob die Leute einfach nicht wahr haben wollen, dass da einer eins zu eins meint, was er sagt.“
Christoph Gurk attestierte den Texten eine „Sprache, die den Bewohnern der Ghettowelt ein menschliches Antlitz zurückgibt.“, ganz im Sinne des Songtitels „Ein offenes Geheimnis, für das sich niemand mehr schämt“. Dafür sucht Müller häufig „abseitige“ Ichs auf, ob Krankheitserreger („Ich bin so klein“), homosexuelle Neonazis („Michael“) oder psychisch kranke Attentäter („Ich bin er“).
Trotzdem bezieht Müller keine wertenden Positionen, denn „solang es Menschen gibt und solange sie denken müssen, wird es schlechte, kranke Gedanken geben. Vergewaltigung, Folter und Mord. Und das ist gut so. Und das ist gut so. Denn ich will in keiner Welt ohne diese Dinge leben und niemand soll verbieten, was er vielleicht selber fühlt und niemand sollte bestimmen, was man sehen darf und was nicht. Und ich will in keiner Welt ohne diese Dinge leben. Ich will in keiner besseren Welt, ich will in keiner perfekteren Welt, ich will in keiner schöneren Welt leben.“ („Ohne diese Dinge“)
Marc Degens entdeckt in Max Müller den bedeutendsten deutschsprachigen »Du-Sänger« der ernsten populären Musik: „Ironie und Feingefühl sind ihm fremd, Müllers Verse sind kränkend und finster und endgültig.“

### Live
Mutter sind keine klassische Tourband, Konzerte sind meist Einzelereignisse. Bei Livekonzerten exponiert Sänger und Texter Max Müller immer auch dem Sound scheinbar konträre Züge wie Schwäche und Verletzlichkeit neben Aggression und Zorn und posiert keinesfalls eindeutig martialisch oder dämonisch. Trotzdem, oder vielleicht gerade deswegen, haftet der Band auch der Ruf an, es auf das Leerspielen des Saales anzulegen. Das Spiel der Band ist laut, roh, verzerrt und lärmig, „live will ich eher immer alles wegschmeißen und reinhauen.“
Mutter haben neben konventionellen Konzerten immer auch ungewöhnliche Liveereignisse inszeniert. Bereits die Vorgängerband Campingsex gab in den 1980er Jahren ein 48 Stunden langes Konzert, Mutter spielte 1995 als Begleitung für Stummfilme wie zum Beispiel Fritz Langs „Der müde Tod“ oder Buster Keatons „Go West“, aber auch David Hamiltons Bilitis und Pornofilme der 1940er Jahre. Auf eine spielerisch geäußerte Idee von Diedrich Diederichsen spielten sie 2002 bei einem Liveauftritt allein eine zweistündige Fassung des John-Lennon-Songs „Imagine“.

## Diskografie

### Campingsex
- 1985: 1914! (LP)
- 2006: 1914! (DLP, Wiederveröffentlichung mit zusätzlichem Bonusmaterial)

### Mutter
- 1989: Ich schäme mich Gedanken zu haben die andere Menschen in ihrer Würde verletzen (Wiederveröffentlichung 1994)
- 1991: Komm
- 1993: Du bist nicht mein Bruder
- 1994: Hauptsache Musik (Wiederveröffentlichung 2005)
- 1996: Nazionali
- 1997: Konzerte I (1986–1991)
- 2001: Europa gegen Amerika
- 2004: CD des Monats
- 2005: Das ganze Spektrum des Nichts – Ihre Musik von 1989 bis 2005
- 2010: Trinken Singen Schießen
- 2011: Mein kleiner Krieg
- 2014: Text und Musik
- 2017: Der Traum vom Anderssein
- 2022: Ich könnte Du sein, aber Du niemals ich

## Filmografie
- 2005: Wir waren niemals hier (Dokumentarfilm, Regie: Antonia Ganz, DVD-Veröffentlichung 2007)